# Ženevská univerzita
Ženevská univerzita (francouzsky: Université de Genève) je veřejná výzkumná univerzita nacházející se v Ženevě ve Švýcarsku. V roce 1559 ji založil Jan Kalvín jako teologický seminář a právnickou školu. Škola byla zaměřená na teologii až do 17. století, kdy se stala centrem osvíceneckého učení. V roce 1873 se zbavila svých spojení s církví a stala se oficiálně sekulární. Dnes se jedná o druhou největší univerzitu ve Švýcarsku. Nabízí širokou škálu studijních oborů a je centrem akademických a výzkumných programů v rámci mezinárodních partnerství. Výuka probíhá převážně ve francouzštině.
Je součástí sítě evropských univerzit Coimbra Group.